# Sprawa sumienia
Sprawa sumienia (wł. Un caso di coscienza) – włoski film komediowy z 1970 roku w reżyserii Giovanniego Grimaldiego, zrealizowany na podstawie opowiadania Leonardo Sciascii.

## Fabuła
Na Sycylii w miejscowym pismie kobiecym ukazuje się anonimowy list czytelniczki, która zdradziła męża i prosi o radę księdza prowadzącego dział odpowiedzi. To wyznanie rozpętuje burzę w domach miasteczkowych notabli.

## Obsada[1]
- Lando Buzzanca – adwokat Salvatore Vaccagnino
- Antonella Lualdi – Rita Vaccagnino
- Mirella Pace –
  - Rita Vaccagnino (głos),
  - Adriana Loservo (głos)
- Françoise Prévost – Sandra Solfi
- Franca Lumachi – Sandra Solfi (głos)
- Raymond Pellegrin – Lele Solfi
- Giorgio Piazza – Lele Solfi (głos)
- Saro Urzì – aptekarz
- Helga Line – Lola
- Nando Gazzolo – Alfredo Serpieri
- Monica Pardo – żona Alfredo
- Dagmar Lassander – Annalisa
- Franco Lantieri – Gaetano Loservo
- Marcella Michelangeli – Adriana Loservo
- Michele Abruzzo – baron Carmelo Favara
- Turi Ferro – sędzia Zarbe
- Aldo Bufi Landi – dr Giulio
- Gisèle Pascal – żona doktora Giulio
- Laura Betti – żona doktora Giulio (głos)
- Paolo Carlini – Don Gualtiero
- Carletto Sposito – biegły Benito Pozzi
- Aldo Puglisi – księgowy Licasio
- Linda Sini – kobieta z pociąguu
- Aura D'Angelo – fryzjerka